# Равни (тврђава)
Равни је тврђава, удаљена 8 km од Књажевца, Србија. Данас су опстали само темељи града. Град се 1187. године налазио у византијским рукама када га је Стеван Немања освојио и разорио.